# Distretto di Jasynuvata
Il distretto di Jasynuvata (in ucraino Ясинуватський район?) era un distretto dell'Ucraina, situato nell'oblast' di Donec'k. Il suo capoluogo era Jasynuvata.
È stato soppresso con la riforma amministrativa del 2020.